# Rio Cariús

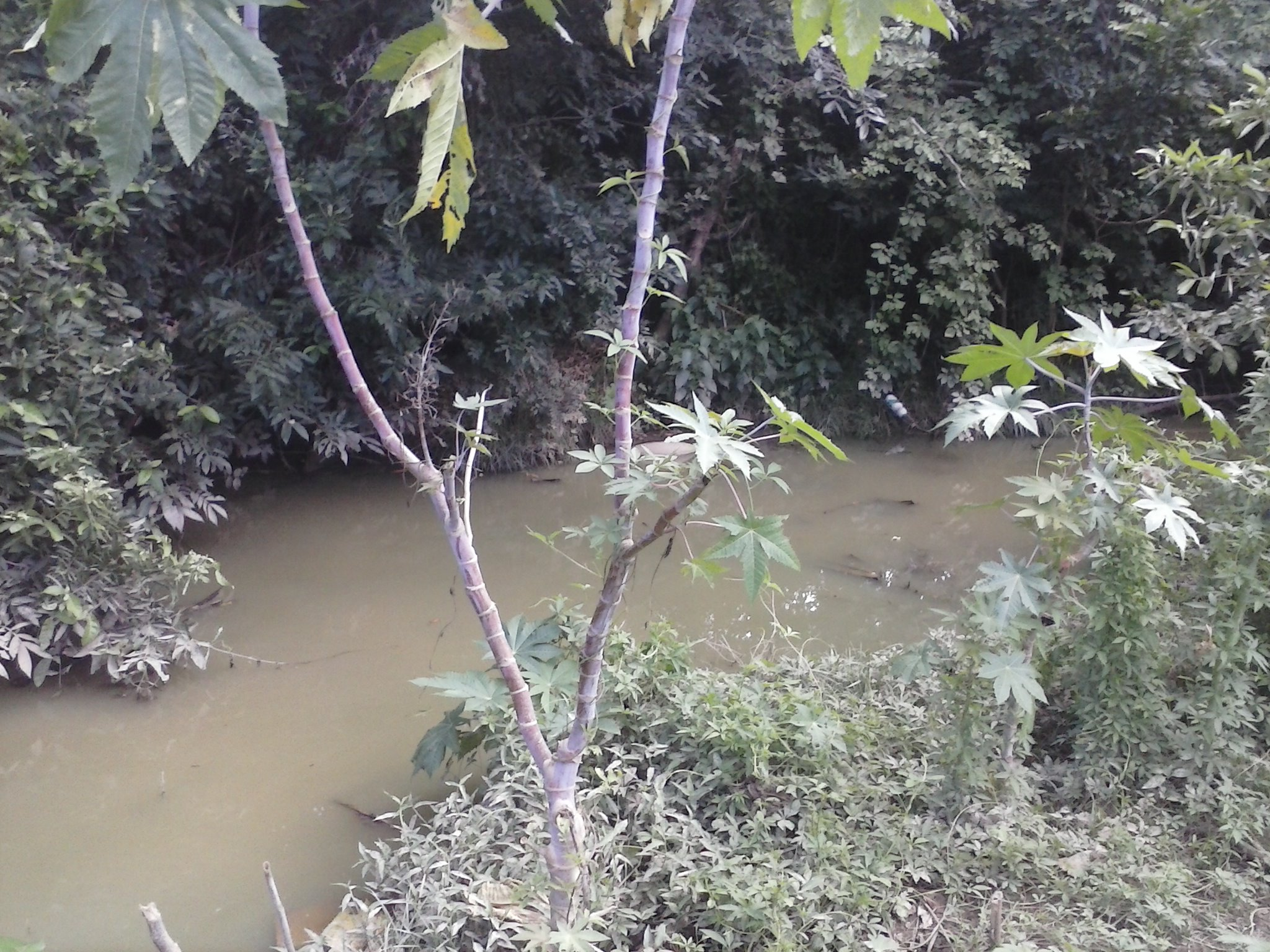

O rio Cariús é um curso de água que banha o estado do Ceará, no Brasil. É um afluente do rio Jaguaribe.
Seu curso passa pelo território dos municípios de Santana do Cariri, Nova Olinda, Farias Brito, Cariús e Jucás.
Seu nome é uma referência aos Indígenas Kariús, do tronco Kariri, que habitaram as margens desse rio.